# Unhappily Ever After
Unhappily Ever After (en España, Infelices para siempre y en Hispanoámerica, Y fueron infelices para siempre) es una serie estadounidense de televisión perteneciente al género de la telecomedia, y que consta de cuatro temporadas, con un total de cien episodios. En Estados Unidos, la emisión de la serie corrió a cargo de la cadena WB, desde su estreno el 11 de enero de 1995, hasta el último episodio, emitido el 23 de mayo de 1999. En España se emitió por primera vez el día 27 de marzo de 1998, diariamente y a través de La 2, hasta el 3 de junio de ese mismo año, para regresar en septiembre. Sin embargo, tras el parón veraniego, sufrió varios cambios en su horario de emisión para ser finalmente sustituida en septiembre de 1999 por otra serie muy conocida ya en EE. UU., Married with Children. La canción que sirve de cabecera a la serie es Hit the Road Jack, de Ray Charles.

## Reparto
| Personaje         | Actor original (Estados Unidos) | Actor de voz (España) | Actor de voz (Latinoamérica) |
| ----------------- | ------------------------------- | --------------------- | ---------------------------- |
| Jack Malloy       | Geoff Pierson                   | Alfonso Vallés        | Arturo Mercado               |
| Jennie Malloy     | Stephanie Hodge                 | Rosa Guiñón           | Pilar Escandón               |
| Ryan Malloy       | Kevin Connolly                  | Ángel de Gracia       | Eduardo Garza                |
| Tiffany Malloy    | Nikki Cox                       | Nuria Mediavilla      | Mónica Estrada               |
| Ross Malloy       | Justin Berfield                 | Victoria Ramos        | Ricardo Rodrigo              |
| Mr. Floppy        | Bobcat Goldthwait               | Javier Roldán         | Alfonso Obregón              |
| Maureen Slattery  | Joyce Van Patten                | ?                     | Loretta Santini              |
| Barbara Caufield  | Wendy Benson                    | Berta Cortés          | Ishtar Sáenz                 |
| Barry Wallenstein | Ant                             | ?                     | Carlos Iñigo                 |
| Sable O'Brien     | Kristanna Loken                 | ?                     | Diana Santos                 |
| Amber Moss        | Dana Daurey                     | ?                     | Claudia Mota                 |

- Referencia doblaje español
- Referencia doblaje mexicano Archivado el 1 de junio de 2009 en Wayback Machine.

## Sinopsis
La serie tiene como protagonistas a Jack Malloy y su familia desestructurada:
- Jack Malloy: un padre de tres hijos y sobreestresado por su deprimente empleo como vendedor de coches usados.
- Jennie Malloy: una retorcida esposa, celosa de su propia hija y obsesionada con el sexo, de la que Jack se había divorciado al comenzar la serie.
- Tiffany Malloy: segunda hija del matrimonio, a punto de ir a la universidad, con un físico espectacular y una inteligencia sobresaliente, pero también un notable talento para engatusar, mentir y manipular a todos a su alrededor, con la única excepción de su madre.
- Ryan Malloy: el hijo mayor y el idiota de la serie. Está en la misma clase de Tiffany, ya que repitió preescolar.
- Ross Malloy: el hijo menor, normalmente ignorado. Es el anterior propietario de Mr. Floppy.
- Mr. Floppy: el alter ego de Jack, un conejo de peluche gris, salido, fumador, bebedor, juerguista y macarra que vive en el sofá que Jack guarda en el sótano de la casa. Como efecto de la progresiva esquizofrenia de Jack, sólo él puede oír a Mr. Floppy, y acude a él para pedirle consejo o simplemente para charlar y criticar lo mal que marcha el mundo en general.

## Temporadas primera y segunda
En un primer momento, la serie se desarrolló con la idea de conceder el protagonismo a Stephanie Hodge (Jennie Malloy), quien de hecho fue la estrella durante los primeros episodios. Sin embargo, el concepto de la trama fue rápidamente replanteado; el personaje de Jack (a quien su mujer había echado de casa y se hallaba viviendo en un motel) fue traído de vuelta y reinstalado en la serie, gracias a la reconciliación con su mujer. Comparten casa con Maureen Slattery (Joyce Van Patten), abuela indiferente y suegra que continuamente menosprecia a Jack. Con el paso de los episodios, Mr. Floppy empieza a convertirse, desde su sofá en el sótano, en un personaje nihilista, criticón, cansado, algo desequilibrado mentalmente y obsesionado con Drew Barrymore, aunque sin pelos en la lengua, que encandila a la audiencia con sus comentarios mordaces y su humor agresivo, convirtiéndose finalmente en la auténtica estrella de la serie. Esto dio el espaldarazo definitivo a la que sería la dinámica general de la serie durante sus dos primeras temporadas.

## Tercera temporada en adelante
Con el paso de las dos primeras temporadas, también quedaba cada vez más claro que, junto con el irreverente Mr. Floppy, Tiffany (Nikki Cox) se estaba convirtiendo en el personaje revelación y la coprotagonista de facto de la serie. Esto produjo que las tramas de cada episodio pivotaran en torno a dos líneas argumentales, que frecuentemente se entremezclaban: Míster Floppy y Jack, por un lado, y Tiffany, Ryan y Ross, por el otro. El personaje de Jennie, al no quedar totalmente implicado en ninguna de las dos, aparecía cada vez como más irrelevante. Fue entonces cuando los productores suprimieron al personaje en la serie introduciendo su muerte en el guion, pero, tras una respuesta negativa de la audiencia ante este hecho, volvieron a incluirla en el reparto, devolviéndola a la vida en una escena deliberadamente surrealista en la que un ejecutivo de la cadena entraba en el plató y anunciaba que el personaje de Jennie no había muerto.
Sea como fuere, Jennie duró en la serie apenas unos pocos episodios más, ya que el personaje finalmente abandonó a la familia y nunca más volvió a saberse de ella.
La serie, a partir de la tercera temporada, se centra casi en exclusiva en Tiffany, desarrollando el personaje y potenciando sus facetas características: ropa provocativa, chica virgen aunque para nada inocente y estudiante sobresaliente. Una muestra más de esta dirección que había tomado la trama es la aparición de un nuevo personaje relacionado exclusivamente con Tiffany y casi un calco de ella, como es su rival Barbara Caufield (Wendy Benson).
La serie termina cuando, en el último episodio, y tras conseguir reunir el dinero suficiente, Jack logra que Tiffany pueda estudiar en Harvard.

## Conexiones conMarried with Children
Infelices para Siempre es a menudo comparada con la serie de la FOX, Married with Children, hasta el punto de que los detractores de la primera la tachan de ser poco más que una imitación de la segunda. Se basan en que las relaciones entre los personajes y los propios personajes en sí están plagados de similitudes a la serie de la FOX, o que incluso los decorados y localizaciones de las dos series son casi los mismos. Es posible que el hecho de que Ron Leavitt participase como guionista en ambas series explique estas y otras semejanzas. Sin embargo, hay que admitir que cada una de las dos series cuenta con ritmos y 'gags' propios, y que, al tratarse de dos comedias de situación, es casi imposible evitar que aparezcan ciertos paralelismos, desde el momento en que ambas series buscan criticar humorísticamente el modo de vida occidental.

## Ediciones en DVD
Actualmente, no están previstos su edición y lanzamiento en DVD.

## Reparto y ficha técnica
- Geoff Pierson: Jack Malloy.
- Stephanie Hodge: Jennie Malloy (de 1995 a 1998).
- Wendy Benson: Barbara Caufield (1998 y 1999).
- Kevin Connolly: Ryan Malloy.
- Nikki Cox: Tiffany Malloy.
- Justin Berfield: Ross Malloy.
- Joyce Van Patten: Maureen (primera temporada).
- Bobcat Goldthwait: voz de Mr. Floppy.

- Formato: Comedia de situación (Sitcom)
- Duración de cada episodio: 30 minutos.
- Creadores: Ron Leavitt y Arthur Silver.
- País: Estados Unidos.
- Primera emisión: 11 de enero de 1995.
- Última emisión: 23 de mayo de 1999.
- Número de temporadas: 5.
- Número de episodios: 100.